# Enrico Bartelloni

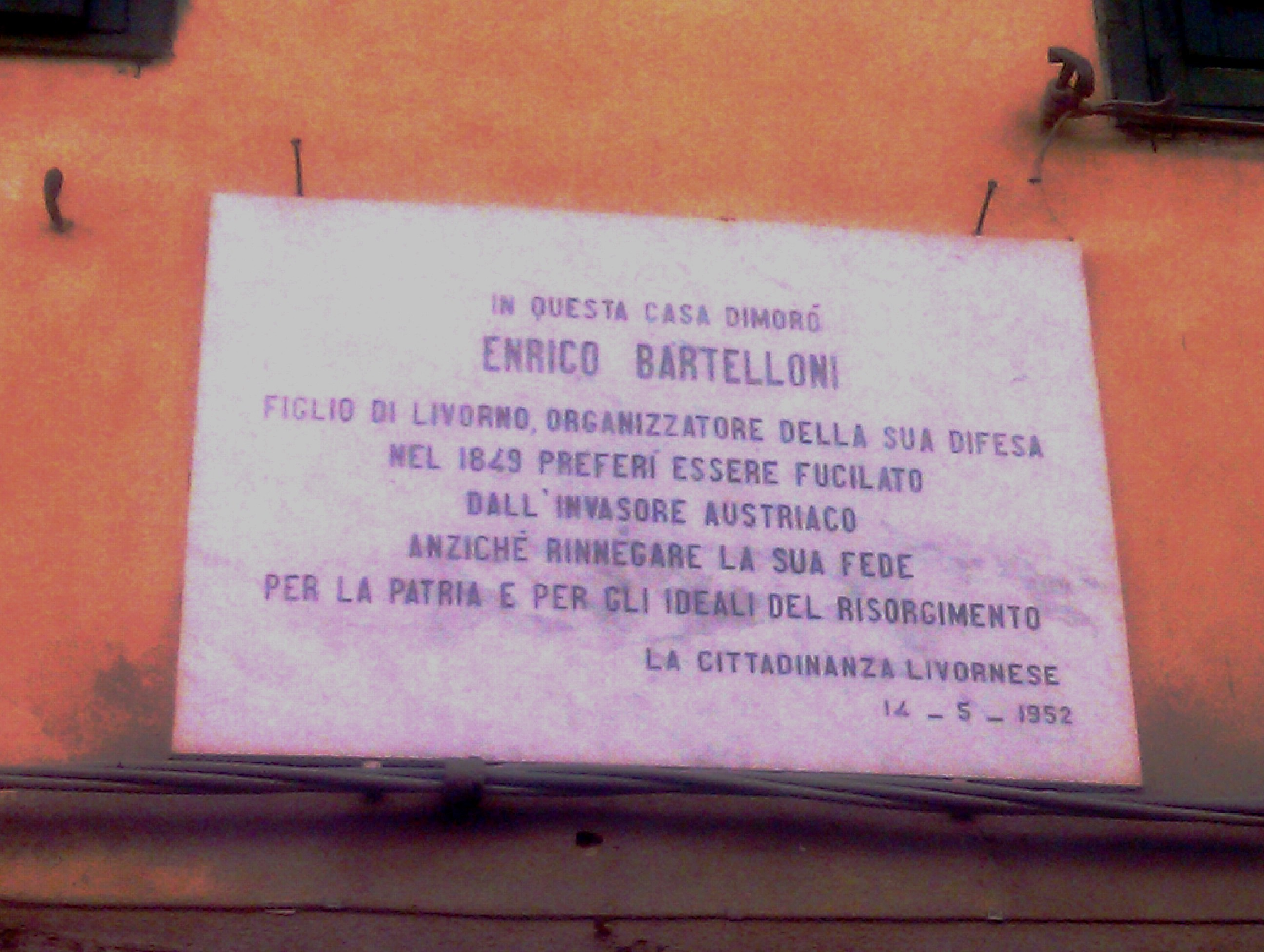
Lapide posta sulla facciata dell'appartamento sito in via della Cappellina n.68

Enrico Bartelloni (Livorno, 8 novembre 1808 – Livorno, 14 maggio 1849) è stato un patriota italiano.

## Biografia
Figlio dei quartieri popolari, Bartelloni aveva tra i suoi ideali i valori del Risorgimento e del progressismo. Aveva fondato in clandestinità la Società Progressista e ambiva al miglioramento delle condizioni economiche dei lavoratori. Soprannominato "il gatto" per la sua agilità nel fuggire sui tetti delle case, durante le storiche giornate del 10 e 11 maggio 1849 fu uno dei principali attori ed organizzatori della difesa di Livorno contro gli invasori austriaci. Nei quartieri di San Marco e Venezia riuscì con pochi uomini (grazie anche all'aiuto dei popolani, tra i quali numerose donne) a fronteggiare l'esercito austriaco composto da 18.000 soldati.
In seguito alla sconfitta, sprezzante delle conseguenze, Bartelloni si avvicina ad una guardia austriaca e insultandolo, si fa arrestare. Dichiarata la propria identità, dopo un processo sommario, fu portato in Fortezza e lì fucilato il 14 maggio 1849.